# Felix (film fra 1982)
 For alternative betydninger, se Felix. (Se også artikler, som begynder med Felix)
Felix er en dansk film fra 1982, skrevet og instrueret af Erik Clausen.

## Medvirkende
- Tove Maës
- Poul Bundgaard
- Erik Clausen
- Leif Sylvester Petersen
- Gerda Madsen
- Jesper Langberg
- Allan Olsen
- Jytte Abildstrøm
- Erno Müller
- Marianne Moritzen
- Niels Skousen